# José Pedro Cea
José Pedro Cea Urriza (ur. 1 września 1900 w Montevideo, zm. 18 września 1970 tamże) – urugwajski piłkarz, napastnik. Mistrz świata z roku 1930.
W reprezentacji Urugwaju w latach 1923-1932 rozegrał 26 spotkań i zdobył 13 bramek. Dwukrotny złoty medalista igrzysk olimpijskich (1924 i 1928). Zdobył z drużyną mistrzostwo świata w roku 1930. Nosił przydomek Empatador olimpico z racji strzelania goli, które przesądzały o wynikach meczów. Na MŚ 30 strzelił 5 goli w 4 meczach. W czasie turnieju był zawodnikiem Club Nacional de Football, gdzie grał w latach 1929-1935. Wcześniej występował także w CA Lito Montevideo oraz Bella Vista.